# Ricardo Maestre
Ricardo Maestre Arjona (El Difícil, Magdalena, 18 de abril de 1961-Barranquilla, 13 de julio de 2009) fue un cantautor colombiano del vallenato. 

## Biografía
Nació en El Difícil (Magdalena), población conocida como La Cuna del Son. Su padre era Luis Emiro Maestre Palmera, quien fue dos veces diputado del departamento del magdalena, e hijo de Alejandro Maestre Sierra, nativo de la Junta (La Guajira).
Ricardo, además de ser músico, estudió derecho en la Universidad Libre y fue un ganadero apasionado.

## Música
Ricardo Maestre se inició en la música apenas siendo un niño, herencia de su abuelo materno Ricardo Arjona, y su tío materno Armando Arjona. Además, Ricardo pertenece a una de las dinastías más importantes de la música vallenata, como lo es la familia Maestre, de la cual hacen parte Diomedes Diaz Maestre, Rafael Orozco Maestre, Diego Daza Maestre, Pangue Maestre, Chiche Maestre, entre otros. 
Célebres compositores de la música vallenata como Alejandro Duran, Gustavo Gutiérrez, Hernando Marín, Sergio Moya Molina, Calixto Ochoa, Rafael Manjarrez, Roberto Calderón, Francisco Rada, entre otros, lo escogieron para interpretar sus obras. Entre sus éxitos se destacan Pena y Dolor, Volvieron, Levántate María, La espina, Indiferencia, El juramento, Las tres mujeres, El Acacio, Persistencia, María espejo, El caballo liberal, entre otros. 
En su carrera musical Ricardo Maestre estuvo acompañado por distinguidos acordeoneros, entre ellos, los reyes vallenatos Julio Rojas, Fredy Sierra y Luchito Daza Maestre, quien además era su sobrino. Igualmente, importantes empresas discográficas fueron sus productoras, como Sony Music, Universal Music y Sonolux, quienes lanzaron recientemente en todas las plataformas digitales su música. 
Adicionalmente, a lo largo de su carrera musical, Maestre cosechó innumerables premios, entre estos, Discos de Oro por sus ventas millonarias y Congos de Oro en el carnaval de Barranquilla; pero su mayor reconocimiento era el cariño de la gente y la bondad de Dios.  La música de Ricardo Maestre está enmarcada en el romanticismo, la poesía y el amor.

## Muerte
Ricardo fallece en la ciudad de Barranquilla el 13 de julio del 2009, debido a un infarto, ya que padecía de afecciones cardiacas. Paradójicamente muere en la Clínica SaludCoop de Barranquilla, donde se encontraba en turno como médico el también cantante Otto Serge.